# Шрамек, Франя
Франя Шрамек (чеш. Fráňa Šrámek; 1877—1952) — чешский анархист, поэт и импрессионист.

## Биография

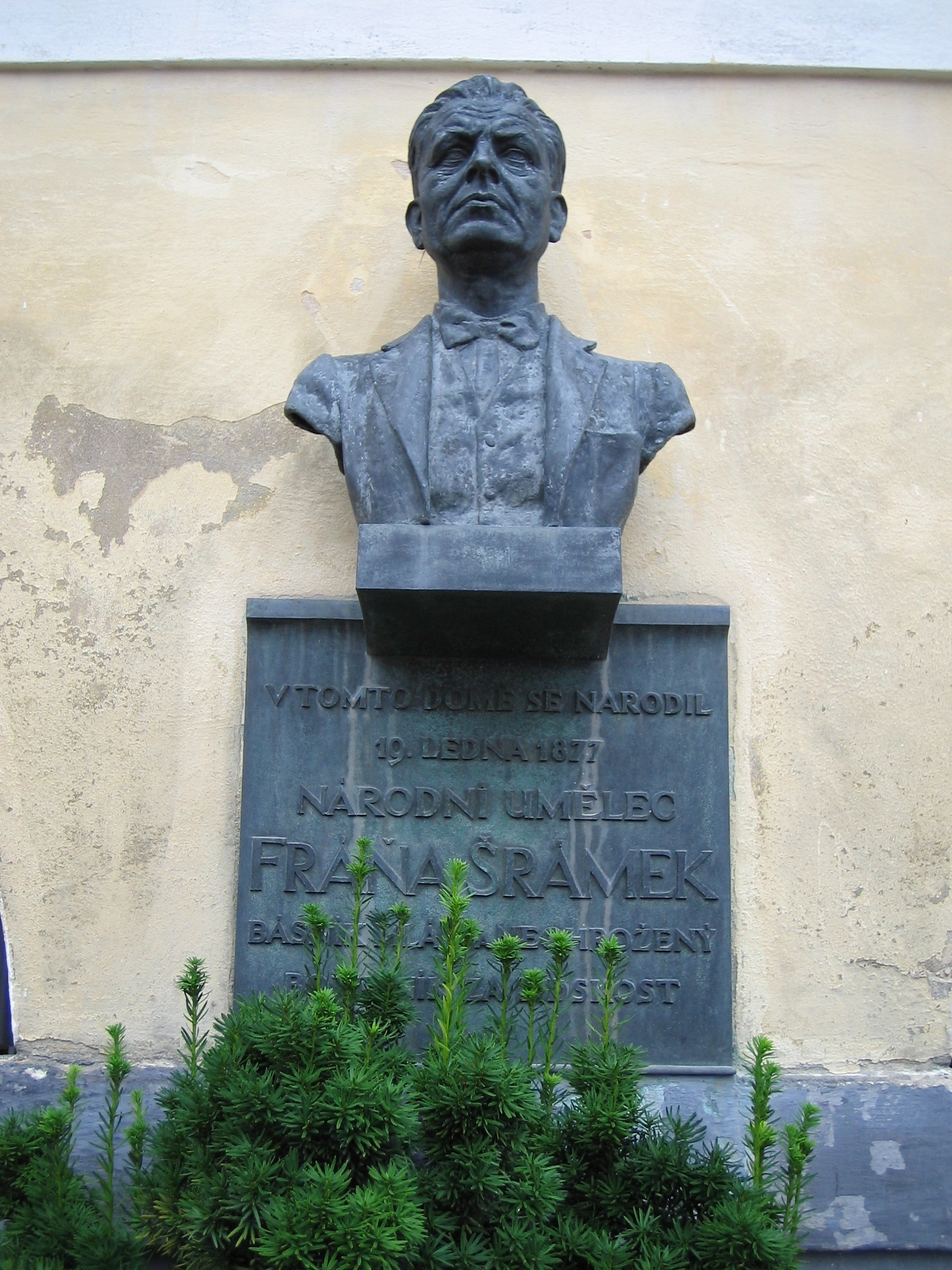
Мемориальная доска поэта Франи Шрамека работы скульптора К. Вобишовой-Жаковой

Родился 19 января 1877 года в Соботке в семье чиновника. Учился в гимназии, затем в Пражском университете. Однако, учёба в университете была прервана — Шрамека призвали в армию, где прослужил дольше обычного из-за антимилитаристических взглядов. Вернувшись из армии, Шрамек оставил университет и посвятил себя литературе. В 1901 году в журнале «Новый культ» были опубликованы первые стихотворения Шрамека. С 1903 года он жил в Праге, где познакомился с анархистами-революционерами. Участвовал в демонстрациях, за своё стихотворение «В нём говорится, что я пишу» («Píšou mí psaní») дважды сидел в тюрьме.
Принял участие в Первой мировой войне (служил в 91-м пехотном полку), сначала на Восточном, затем на Южном фронте. Участие в войне способствовало у Шрамека укреплению антимилитаризма.
После войны Шрамек познакомился с группой литераторов Карела Чапека. Вёл уединённую жизнь в Праге, иногда посещая родную Соботку. В годы оккупации Чехословакии Шрамек почти не выходил из своей квартиры, где активно сочинял стихи. Тогда вышел сборник «Розы и раны». Скончался 1 июля 1952 года в Праге.

## Творчество
В своих стихах и прозе Шрамек использует разработанные им приёмы, в их числе лиричность, выходящая на первый план за счёт ослабления сюжетной линии, отражение духовной атмосферы, крушение иллюзий. Самый значительный роман Шрамека, «Серебряный ветер» (1910, переработан в 1921 году), написан в стиле импрессионизма. Также ярким проявлением импрессионизма в творчестве автора являются пьесы «Лето» и «Месяц над рекой» (1922). Также известна одна из его одноактных пьес — «Июнь» (1905).